# Petite bardane
Arctium minus
Espèce
Classification phylogénétique
Statut de conservation UICN

 LC  : Préoccupation mineure
La Petite bardane (Arctium minus) est une espèce de plante à fleurs herbacée de la famille des Astéracées.

## Caractéristiques
- Couleur dominante des fleurs : rose
- Période de floraison : août-septembre
- Inflorescence : racème de capitules
- Sexualité : hermaphrodite
- Pollinisation : entomogame, autogame
- Fruit : akène
- Dissémination : épizoochore
- Habitat type : parois européennes, acidophiles, subalpines-alpines, alpio-pyrénéennes
- Aire de répartition : européen[1]

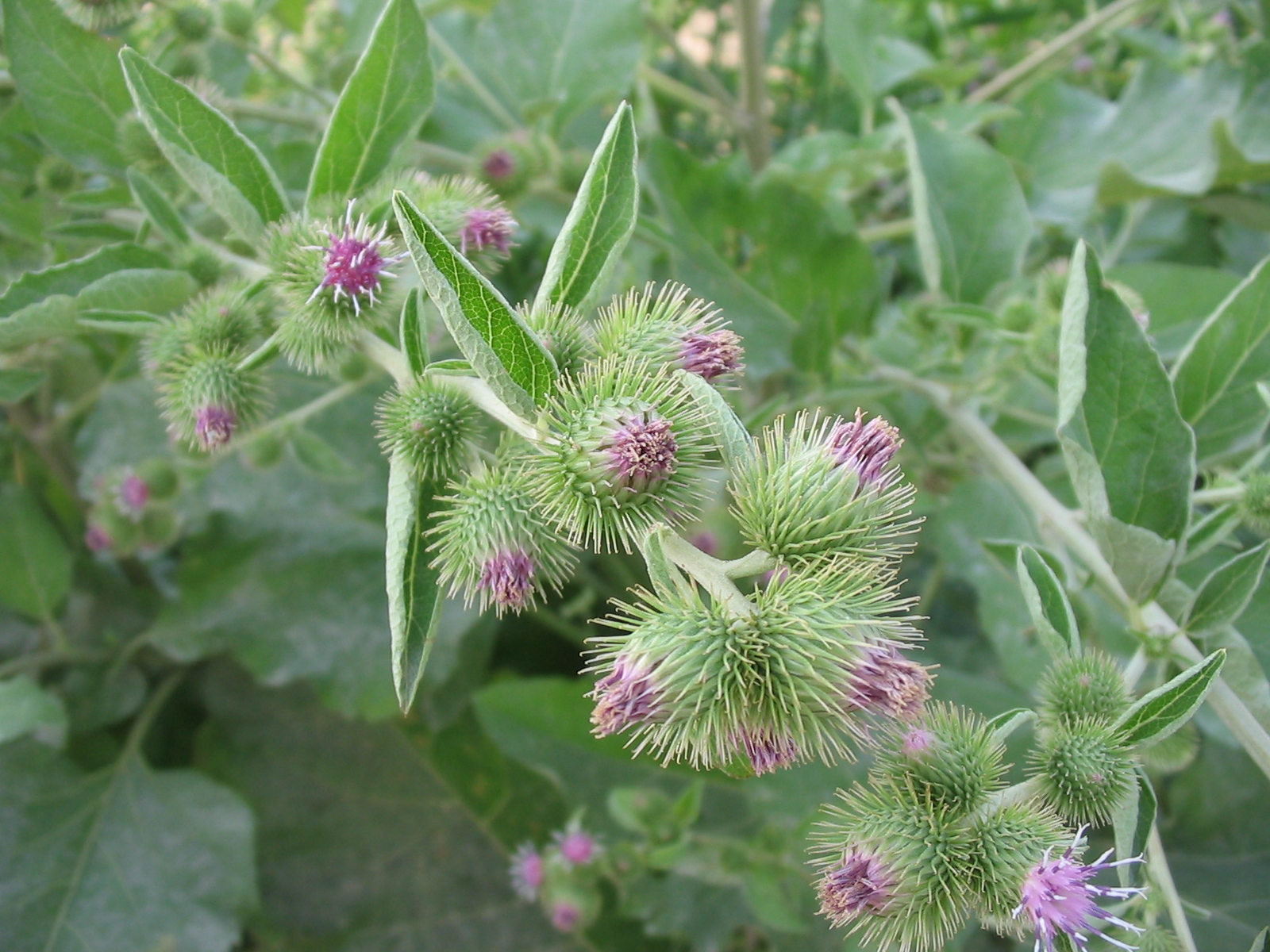
À Tolède en Espagne.
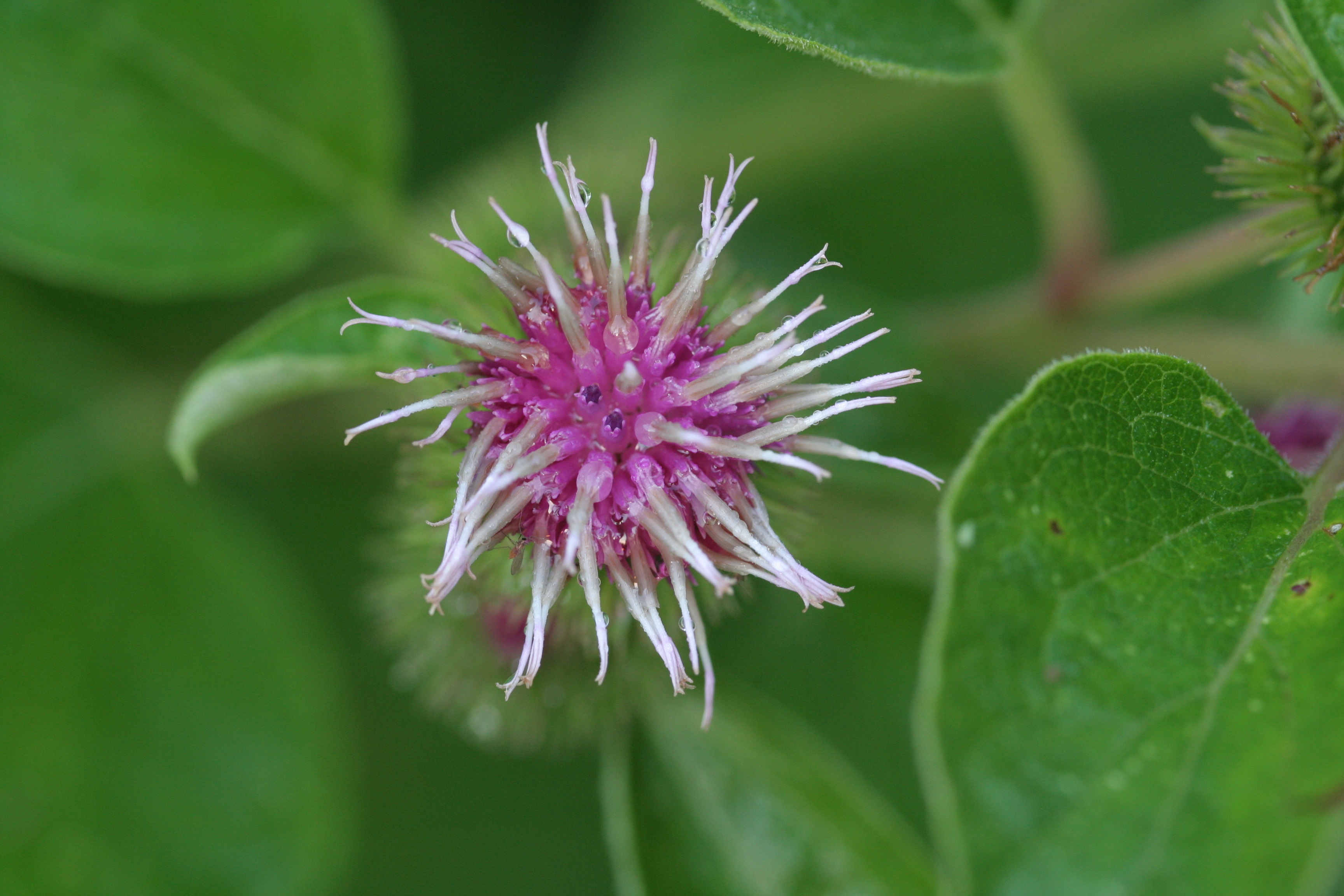
Sur les berges de la rivière Batiscan, au Québec, au Canada.

## Dénominations
Les dénominations vernaculaires sont nombreuses pour cette plante :
- Bardane à petites têtes
- Bardane à petits capitules
- Petite Bardane

## Sous-espèces
- Arctium minus subsp. minus (Hill) Bernhardi[2]
- Arctium minus subsp. pubens (Babington) P. Fournier[3]